# Dieter Gonschorek
Dieter Gonschorek (nascido em 19 de setembro de 1944) é um ex-ciclista alemão que competiu no ciclismo nos Jogos Olímpicos de Verão de 1972.